# Kostnadseffektanalys
I en kostnadseffektanalys (cost-effectiveness analysis) jämförs kostnader med någon form av effekt som till exempel QALY (kvalitetsjusterande levnadsår).

## Tillämpningsområden
I hälsoekonomiska sammanhang beräknas vanligen kostnaden per QALY (kvalitetsjusterade levnadsår) för en viss åtgärd, exempelvis baserar Tandvårds- och läkemedelsförmånsverket (TLV) sina beslut på sådana analyser. TLV har inget specifikt gränsvärde för vad som är en rimlig kostnad per QALY. Även Statens beredning för medicinsk och social utvärdering (SBU) genomför sådana hälsoekonomiska analyser.